# Desmia falcatalis
Desmia falcatalis là một loài bướm đêm trong họ Crambidae.